# Allan Erwö
Allan Albion Erwö, född 13 april 1921 i Malmö, död 25 juli 2007 i Malmö S:t Johannes församling, var en svensk konstnär.

## Biografi
Allan Erwös debut på konstscenen skedde vid 21 års ålder, då han antogs till Skånes konstförenings höstutställning i Malmö år 1942. Under åren 1947–1948 var Erwö elev på Skånska målarskolan där han studerade för Tage Hansson och sedan för Kræsten Iversen vid Konstakademien i Köpenhamn, åren 1950–1952. Han företog därefter studieresor till Paris, södra Frankrike och till Spanien. Den första separatutställningen ägde rum i Krognoshuset, Konstföreningen Aura, i Lund år 1949.
Allan Erwös ateljé under närmare 50 år var belägen på S:t Knuts torg 6b i Malmö. Vindsateljén hade redan vid byggnadens uppförande 1928 planerats som en konstnärsateljé. Den försågs med ett stort ateljérum med två flankerande djupa nischer, accentuerat av ett vackert takfönsterförsett välvt tak. Ateljén var tidigare arbetsplats för Malmökonstnärerna Richard Björklund och sedan Karl Enock Ohlsson, efter vilken Allan övertog kontraktet år 1957.
Sedan år 1952 var sommarhalvårets arbete förlagt till ateljén i Torekov. Han och hustrun införskaffade där en tomt med utsikt över Kattegatt, där de uppförde ett av Erwö egenhändigt ritat bostadshus och ateljé.
Erwö var bland annat engagerad i KRO – Konstnärernas Riksorganisation, i Skånska Konstnärsklubben och i det numera nedlagda SKYS-Galleriet på Stortorget i Malmö. Han var också engagerad i uppbyggnadsfasen av Konstnärernas Kollektivverkstad i Malmö, där han bland annat blev stiftelsens ordförande år 1971.
Det första stipendiet, Ellen Trotzigs stipendium, erhöll Erwö år 1954 och detta kom sedan att följas av ett antal olika konstnärsstipendier genom åren. Hans verk återfinns förutom i privat ägo, även att beskåda i ett antal museers samlingar bland annat vid Helsingborgs museer och hos Statens konstråd.

## Privat
Erwö gifte sig med Ella Henrietta Thulin år 1945 och de fick två barn. Pia 1951 och Mats 1954. Allan Erwö är gravsatt i minneslunden på Limhamns kyrkogård i Malmö.

## Konst och stil
Allan Erwös konstnärskap präglades initialt av stiliserade landskapsmålningar parallellt med formstuderade figurstudier och stilleben. Ett konstnärskap som sedan 1950-talat successivt övergår i ett mer abstrakt formspråk, ofta gestaltning av abstraktioner, uppkomna av skuggor och speglingar i rummet.

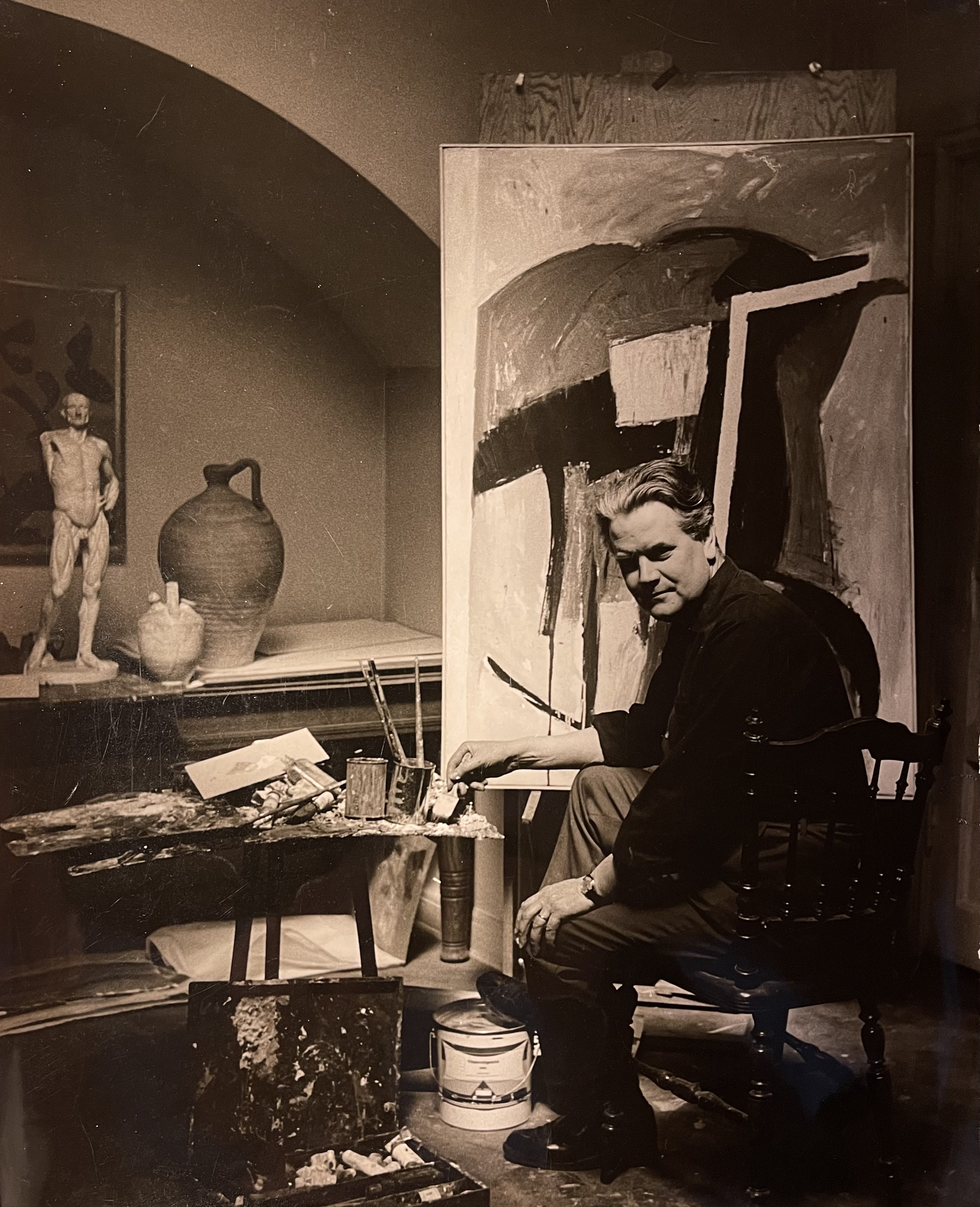
Allan Erwö på sin ateljé år 1964

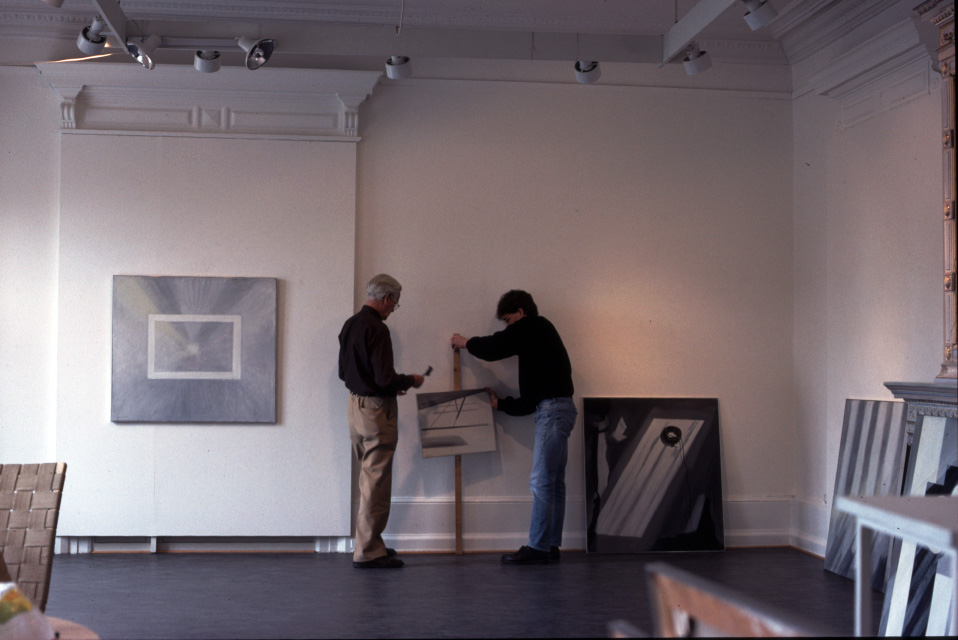
Allan & Mats Erwö, hänger Allans utställning på Galleri Konstnärscentrum, Stortorget 4 i Malmö, år 1986

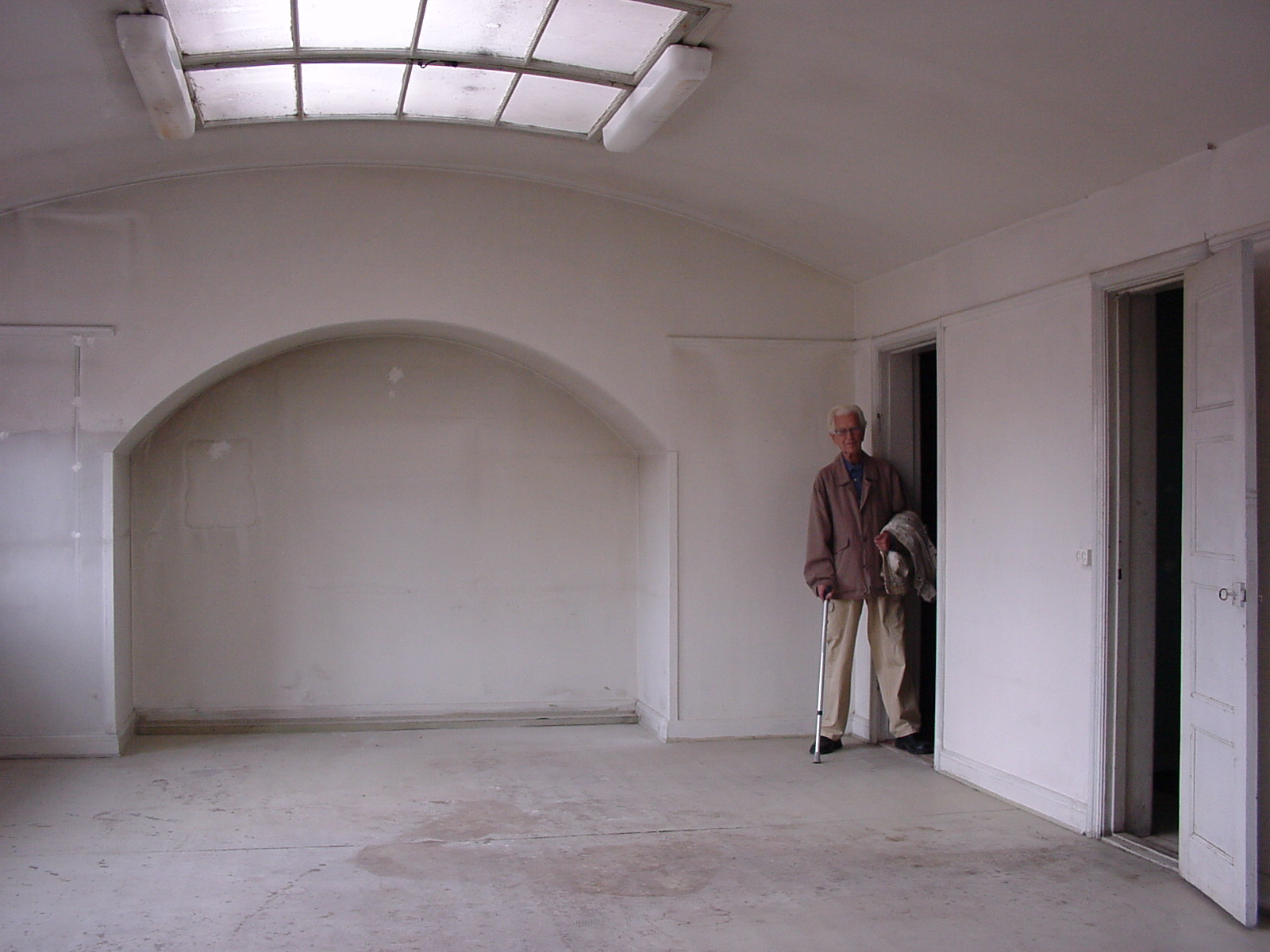
Allan Erwö lämnar sin Ateljé år 2006